# Lisa-Marie Schiffner
Lisa-Marie Schiffner (* 28. April 2001 in Wels, Oberösterreich) ist eine österreichische Influencerin, Webvideoproduzentin und Unternehmerin.

## Leben
Lisa-Marie Schiffner wurde am 28. April 2001 in Laßnitzhöhe in der Steiermark geboren und hat drei Geschwister. 2014 begann sie im Alter von zwölf Jahren auf YouTube zu veröffentlichen. Sie sei daraufhin regelmäßig von Mitschülern und Lehrern in der Schule gemobbt worden. Ein Lehrer habe ein Video von ihr im Klassenraum abgespielt, um sie zu demütigen. Sie habe sich in den Pausen häufig versteckt. Viele der traumatischen Erlebnisse habe sie zunächst verdrängt. Noch während der Schulzeit entschied sie sich, das erlebte Mobbing aufzuarbeiten.
Schiffner zählt mit 2,3 Millionen Abonnenten auf TikTok und 1,3 Millionen Abonnenten auf Instagram zu den erfolgreichsten Influencern Österreichs. Sie wird von ihrem Vater gemanagt. Themen ihrer Social-Media-Accounts sind Mobbing, Selbstliebe beziehungsweise Selbstachtung, sowie Menstruation und Fitness.
Für das Modelabel NA-KD entwarf sie in einer Kooperation vier Kollektionen. Sie ist Mitgründerin des Modelabels Six Ways To Sunday und dort für den Inhalt der sozialen Kanäle, das Designen der Kleidung und die Produktentwicklung verantwortlich.
Lisa-Marie Schiffner lebt in Graz.

## Auszeichnungen und Ehrungen
- 2019: Blogger-Award in der Kategorie Influencerin of The Year der Zeitschrift Madonna[7]
- 2023: Aufnahme auf der Under 30-Liste für Deutschland, Österreich und die Schweiz (DACH) des Wirtschaftsmagazins Forbes[6]